# Lobelia salicina
Lobelia salicina är en klockväxtart som beskrevs av Jean-Baptiste de Lamarck. Lobelia salicina ingår i släktet lobelior, och familjen klockväxter. Inga underarter finns listade i Catalogue of Life.